# جان ميشال تشيسوكو
جان ميشيل تشيسوكو (1942 - 1997) (بالإنجليزية: Jean-Michel Tchissoukou)‏ مخرج أفلام كونغولي.

## مسيرته
ولد جان ميشال تشيسوكو عام 1942 في بوانت نوار. درس صناعة الأفلام في باريس في المعهد الوطني للسمعيات والبصريات وفي أوكورا (Ocora). عند عودته إلى الكونغو، قضى عقدًا من الزمن يعمل في القناة التلفزيونية الوطنية. كان فيلمه الأول (Illusions) سنة 1970 فيلمًا متوسط الطول، يحكي قصة فلاح يأتي للعيش في المدينة مع والديه. كان تشيسوكو أيضا مساعدا للمخرجة سارة مالدورور في فيلم سامبيزانجا سنة 1972.
فاز أول فيلم طويل لتشيسوكو بعنوان (The Chapel) بجائزة الفيلم الأفريقي الأصيل خلال المهرجان الأفريقي للسينما والتلفزيون في واغادوغو 1981.
توفي تشيسوكو في برازافيل عام 1997.

## أفلام
- 1970: Illusions
- 1979: La Chapelle
- 1982: M'Pongo

## روابط خارجية
- جان ميشال تشيسوكو على موقع IMDb (الإنجليزية)
- جان ميشال تشيسوكو على موقع قاعدة بيانات الفيلم (الإنجليزية)